# Defayeicyclops jamaicensis
Defayeicyclops jamaicensis – gatunek widłonoga z rodziny Cyclopidae; jedyny przedstawiciel rodzaju Defayeicyclops.

## Systematyka
Gatunek ten opisali w 1996 roku amerykańska biolog Janet W. Reid z Narodowego Muzeum Historii Naturalnej w Waszyngtonie (część Smithsonian Institution) oraz Wolfgang Janetzky z Carl von Ossietzky Universität w Oldenburgu. Autorzy nadali mu nazwę Tropocyclops jamaicensis. Miejsce typowe to północna część Cockpit Country w parafii Trelawny na Jamajce. W 2013 roku Alekseev i Vaillant umieścili go w utworzonym przez siebie podrodzaju Tropocyclops (Defayeicyclops), podniesionym później do rangi rodzaju.